# Drei Flaschen
Drei Flaschen est un groupe de punk rock allemand, originaire de Berlin.

## Histoire
Fondé en 1995 comme un projet purement amusant sous le nom de Drei Flaschen in'na Plastiktüte, les trois Berlinois sont invités pour leur premier concert à être la première partie de The Exploited.
À côté, il crée son label Feier Mettel Records qui publiera ensuite des groupes comme Die Hosenscheißer vom Planeten Grüne Grütze, Lowchainz, Argies, Banda Bassotti, Delikat, Boikot, Brutal Polka...
En juin 1997, son premier album autoproduit ...mit Sossää?!? sort en Europe et, avec le soutien de Lifestyle Records, quelques mois plus tard au Canada et aux États-Unis. Lors de la soirée de lancement du record au Drugstore à Berlin, les Beatsteaks font la première partie.
Au moment de la publication de Me And My Sk8board en 1998, le groupe est invité dans des médias mainstream : la chaîne de télévision berlinoise FAB consacre un programme spécial d'une demi-heure au groupe, Drei Flaschen devenu un quintette apparaît dans Viva Family ; Bela B., le batteur de Die Ärzte, dit aimer sa musique.
À l'automne 1999 sort l'alubm Kaisers Of Metal, fin 2001 Die Rebellion steckt im Detail et en mai 2002 le split Punkrock Globalizado avec le groupe argentin Argies. Ils sont distribués par Zomba Label Group.
Des tournées et des changements de membres s'ensuivent. L'EP 1. Mai, produit par Harris Johns ne sort qu'en 2005.
Le groupe a fait des tournées en Allemagne, en Autriche, en Suisse, en Italie, aux Pays-Bas, au Danemark, en République tchèque, en Australie, en Nouvelle-Zélande, aux États-Unis, en Argentine, au Brésil et en Afrique du Sud.
Le groupe donne son concert d'adieu le 27 janvier 2007 au Berlin White Trash, et le même jour leur DVD This Cannot Be the Truth paraît.
En 2010, Drei Flaschen donnent deux concerts à l'occasion de son 15e anniversaire.
En 2012, le groupe se reforme avec de nouveaux membres : Carolita Curare (Divakollektiv) à la batterie et The Kollege (Chefdenker) à la guitare solo.

## Discographie
- 1995 : Die Frauenärzte von Birkenbrück (démo)
- 1996 : Benachrichtigung für die Wahlen zum Abgeordnetenhaus (démo)
- 1996 : Strandbad der Seefahrer (démo)
- 1997 : ...mit Sossää?!? (CD)
- 1998 : Me And My Sk8board (EP-CD)
- 1999 : Kaisers Of Metal (CD)
- 2001 : Die Rebellion steckt im Detail (CD)
- 2002 : Punkrock Globalizado (Split avec Argies)
- 2005 : 1. Mai (EP)
- 2007 : This Cannot Be the Truth (DVD)

## Source de la traduction
- (de) Cet article est partiellement ou en totalité issu de l’article de Wikipédia en allemand intitulé « Drei Flaschen » (voir la liste des auteurs).